# Alibaba Pictures
Alibaba Pictures Group (阿里巴巴影業) est une société de production et de distribution de cinéma chinoise appartenant au groupe Alibaba. Elle était connue à l'origine sous le nom de ChinaVision Media avant l'acquisition par Alibaba d'une participation majoritaire fin 2014 et est ensuite renommée.
En avril 2015, il s'agit de la plus grande société cinématographique chinoise, avec une valeur boursière de 8,77 milliards $, puis en juin de la même année, sa valeur monte à 9,6 milliards $.

## Histoire
En mars 2014, le groupe Alibaba achète 60% du capital de ChinaVision Media pour 805 millions $. Le mois suivant, Alibaba enregistre initialement sa nouvelle société de production de films sous le nom d'« Alibaba Films Group » avant de la renommer « Alibaba Pictures Group » plus tard dans le même mois. Deux dirigeants de ChinaVision sont nommés administrateurs d'Alibaba Pictures. En juin 2014, ChinaVision Media est officiellement renommé Alibaba Pictures Group. Le mois suivant, Zhang Qiang démissionne de son poste de vice-président de China Film Group pour prendre la direction d'Alibaba Pictures. Plus tard dans le mois, Alibaba Pictures conclut des accords avec des cinéastes et des sociétés cinématographiques, notamment avec le réalisateur Wong Kar-wai et la société de production hongkongaise Block 2.
La société rachète Yueke puis, fin 2015, Taobao Movie et Yulebao. Le 9 octobre 2016, Amblin Partners conclut un accord avec Alibaba par lequel ce dernier acquiert une participation minoritaire dans la société et se chargera du marketing, de la distribution et du merchandising des films d'Amblin Partners en Chine, en plus du cofinancement des films Amblin et DreamWorks dans le monde entier,. Comme décrit dans le Financial Times, « Amblin Partners et Alibaba Pictures font équipe pour financer, produire, commercialiser et distribuer des films en Chine et dans le monde ». Alibaba Pictures publie en février 2017 une projection selon laquelle ses pertes non vérifiées pour 2016 pourraient dépasser 140 millions $. La société déclare que ces pertes résultent d'une promotion sur Tao Piao Piao, une plate-forme de billetterie en ligne, où les tickets de cinéma sont subventionnés.
En juillet 2017, Alibaba augmente sa participation dans Tao Piao Piao de 87,6% à 96,7%, pour 1,3 milliard de yuans.

## Productions
- Le Dernier Loup (2015) – distributeur
- Mission impossible : Rogue Nation (2015) – investisseur[14]
- Little Door Gods (2016) - distributeur[15]
- Ninja Turtles 2 (2016) - investisseur[16]
- Star Trek : Sans limites (2016) - investisseur[16]
- See You Tomorrow (2016) – producteur[17], distributeur
- Real (2017) - investisseur, distributeur (Chine)[18]
- Journey to the West: The Demons Strike Back (2017) - producteur[19]
- Once Upon a Time (en) (2017) - producteur[20],[21]
- Asura (en) (2018)[20]
- Mission impossible : Fallout (2018) - investisseur[22]
- Nouvelle Génération (2018)
- The Wandering Earth (2019) - coproducteur[23]
- UglyDolls (2019) - investisseur[24]
- Mes autres vies de chien (2019) - investisseur
- The Chinese Pilot (2019) - investisseur
- Gemini Man (2019) - investisseur
- Finch (2021)

## Distribution
Les films distribués par le groupe en Chine sont :
- UglyDolls (2019)